# Bengt Zikarsky
Bengt Zikarsky (* 17. Juli 1967 in Erlangen) ist ein ehemaliger deutscher Schwimmer, der in deutschen Staffeln mehrere Europameistertitel erringen konnte.
Zusammen mit Zwillingsbruder Björn Zikarsky war Bengt Zikarsky Ende der 1980er und Anfang der 1990er Jahre im Schwimmsport sehr erfolgreich. Ihr Hausarzt soll diese Laufbahn begünstigt haben, indem er beide wegen Haltungsschäden mit 13 Jahren zum Schwimmen aufforderte. Seine ersten sportlichen Erfolge hatte Zikarsky bei der SSG Erlangen, von wo er 1987 den Sprung in die Nationalmannschaft schaffte. Später startete er unter Trainer Klaus Rosenkranz für den SV Würzburg 05 (ab 1990 dort auch zusammen mit seinem Bruder).
Ihren ersten gemeinsamen internationalen Auftritt hatten die über zwei Meter großen Zwillingsbrüder bei den Europameisterschaften 1989 in Bonn. Zusammen mit Peter Sitt und André Schadt gewannen sie in 3:19,68 Minuten auf Anhieb den Europameistertitel in der 4 × 100-m-Freistilstaffel. Einen weiteren Europameisterschaftstitel errang Bengt Zikarsky dann ohne seinen Bruder bei den Sprintschwimmeuropameisterschaften 1991 in Gelsenkirchen über 4 × 50 m Freistil zusammen mit Silko Günzel, Nils Rudolph und Ingolf Rasch. Im gleichen Jahr wurde er bei den Schwimmweltmeisterschaften 1991 in Perth als Schlussschwimmer in der 4 × 100-m-Freistilstaffel in 3:18,88 Minuten Vizeweltmeister hinter den Vereinigten Staaten. Er nahm auch an den Olympischen Sommerspielen 1992 in Barcelona teil, wo er zum Aktivensprecher gewählt wurde. Obwohl selbst nur in den Vorläufen eingesetzt, gewann Zikarsky mit der Staffel die Bronzemedaille und erhielt außerdem am 23. Juni 1993 das Silberne Lorbeerblatt.
Bei den im folgenden Jahr stattfindenden Europameisterschaften 1993 in Sheffield gewann Zikarsky eine Bronzemedaille mit der 4 × 100-m-Freistilstaffel.
Bei den Olympischen Sommerspielen 1996 in Atlanta war er ebenfalls mit im Finale dabei und gewann mit der 4 × 100-m-Freistilstaffel gemeinsam mit Christian Tröger, seinem Bruder Björn und Mark Pinger in der Zeit von 3:17,20 Minuten die Bronzemedaille. Die deutsche Staffel musste sich dabei nur knapp der russischen Staffel geschlagen geben, die Silber gewann; Gold ging an die Vereinigten Staaten. Im Oktober 1996 wurde er wegen beleidigender Äußerungen gegen den DSV-Verbandspräsidenten Klaus Henter aus der Nationalmannschaft ausgeschlossen. Wenig später beendete er seine Karriere.
Heute betreibt Zikarsky eine Facharztpraxis für Mund-Kiefer-Gesichtschirurgie in Nürnberg.